# Hrvaška vojnoletalska legija
Hrvaška vojnoletalska legija (izvirno hrvaško Hrvatska zrakoplovna legija) je bila ustanovljena leta 1941 na ukaz poglavnika Anteja Pavelića. Prvotno je bila organizirana pod imenom Vojnoletalski polk (Zrakoplovna pukovnija). Legijo so sestavljali sami prostovoljci.
15. julija 1941 je bila legija prestavljena v Nemčijo, kjer je začela z urjenjem.
Prvi je urejenje zaključil 10. lovska eskadrilja, ki je oktobra 1941 odšla na vzhodno fronto. 11. lovska eskadrilja ji je sledila decembra istega leta. Te dve eskadrilji sta nato sestavljala 4. lovski polk, ki je postal del III./JG52. Med celotno drugo svetovno vojno so vojaški piloti legije dosegli 263 zračnih zmag.
Drugi del legije je predstavljal 5. bombniški polk, ki je bila aktivno od oktobra 1941 na vzhodni fronti. Do razpustitve legije je celoten polk opravil 1.332 bojnih misij.
Legija je bila razpuščena in reorganizirana 21. julija 1944 v Hrvaško vojno letalsko izobraževalno skupino (Hrvatska zrakoplovna izobražbena skupina).